# Annie Lennox
Ann "Annie" Lennox, född 25 december 1954 i Aberdeen i Skottland, är en skotsk musiker och sångerska, mest känd som ena halvan av gruppen Eurythmics. Hon har haft flera hits även som soloartist; exempelvis "Walking on Broken Glass" och "No More I Love You's".
Bortsett från sina åtta Brit Awards, har hon även tilldelats fyra Grammy Awards och en MTV Video Music Award. År 2002 fick Lennox en Billboard Century Award, den högsta utmärkelsen från Billboard magazine, för soundtracket till långfilmen Sagan om ringen och Sagan om konungens återkomst. År 2004 sjöng hon avslutningslåten "Into the West" till filmtrilogin om Härskarringen som gav henne en Golden Globe och en Oscar för bästa sång. Låten skrev hon tillsammans med Howard Shore.

## Diskografi

### Album
| År   | Album                       | UK | USA | RIAA cert. | BPI cert. | sålda skivor |
| ---- | --------------------------- | -- | --- | ---------- | --------- | ------------ |
| 1992 | Diva                        | 1  | 23  | 3xP        | 4x P      | 8x P         |
| 1995 | Medusa                      | 1  | 11  | 2x P       | 2x P      | 5x P         |
| 2003 | Bare                        | 3  | 4   | G          | G         | 2x P         |
| 2007 | Songs of Mass Destruction   | 7  | 9   | -          | -         | -            |
| 2009 | The Annie Lennox Collection | 2  | 34  | -          | -         | -            |
| 2010 | A Christmas Cornucopia      | 16 | 7   | -          | -         | -            |

### Singlar
| År                                                                               | Singel                                           | Högsta placering | Högsta placering | Högsta placering | Högsta placering | Högsta placering | Högsta placering | Högsta placering | Högsta placering | Högsta placering | Högsta placering | Album                           |
| År                                                                               | Singel                                           | UK               | AUS              | ÖST              | FRA              | TYS              | IRL              | NL               | SVE              | SCH              | USA              | Album                           |
| -------------------------------------------------------------------------------- | ------------------------------------------------ | ---------------- | ---------------- | ---------------- | ---------------- | ---------------- | ---------------- | ---------------- | ---------------- | ---------------- | ---------------- | ------------------------------- |
| 1988                                                                             | "Put a Little Love in Your Heart" (med Al Green) | 28               | 6                | 4                | —                | 20               | 30               | 13               | —                | 11               | 9                | Scrooged soundtrack             |
| 1992                                                                             | "Why"                                            | 5                | 17               | 11               | —                | 12               | 5                | 6                | 10               | 6                | 34               | Diva                            |
| 1992                                                                             | "Precious"                                       | 23               | 83               | —                | —                | 49               | —                | 30               | 28               | 37               | —                | Diva                            |
| 1992                                                                             | "Walking on Broken Glass"                        | 8                | 58               | —                | —                | 51               | 8                | —                | 31               | —                | 14               | Diva                            |
| 1992                                                                             | "Cold"                                           | 26               | 80               | —                | —                | —                | —                | —                | —                | —                | —                | Diva                            |
| 1993                                                                             | "Little Bird"                                    | 3                | 38               | —                | —                | 29               | 3                | —                | —                | 34               | 49               | Diva                            |
| 1993                                                                             | "Love Song for a Vampire"                        | 3                | —                | —                | 10               | —                | 3                | —                | —                | 34               | —                | Bram Stokers Dracula soundtrack |
| 1995                                                                             | "No More I Love You's"                           | 2                | 16               | 11               | 13               | 27               | 2                | 23               | 15               | 14               | 23               | Medusa                          |
| 1995                                                                             | "A Whiter Shade of Pale"                         | 16               | 56               | —                | 17               | 77               | 25               | —                | —                | 26               | 101              | Medusa                          |
| 1995                                                                             | "Waiting in Vain"                                | 31               | —                | —                | —                | —                | —                | —                | —                | —                | —                | Medusa                          |
| 1995                                                                             | "Something So Right" (med Paul Simon)            | 44               | —                | —                | —                | —                | —                | —                | —                | —                | —                | Medusa                          |
| 2003                                                                             | "Pavement Cracks"                                | —                | —                | —                | —                | —                | —                | —                | —                | —                | —                | Bare                            |
| 2004                                                                             | "A Thousand Beautiful Things"                    | —                | —                | —                | —                | —                | —                | —                | —                | —                | —                | Bare                            |
| 2004                                                                             | "Wonderful"                                      | —                | —                | —                | —                | —                | —                | —                | —                | —                | —                | Bare                            |
| 2007                                                                             | "Dark Road"                                      | 58               | —                | —                | —                | —                | —                | —                | —                | 45               | —                | Songs of Mass Destruction       |
| 2007                                                                             | "Sing"                                           | 161              | —                | —                | —                | —                | —                | —                | —                | —                | —                | Songs of Mass Destruction       |
| 2008                                                                             | "Many Rivers to Cross"                           | —                | —                | —                | —                | —                | —                | —                | —                | —                | 80               | The Annie Lennox Collection     |
| 2009                                                                             | "Shining Light"                                  | 39               | —                | —                | —                | —                | —                | —                | —                | —                | —                | The Annie Lennox Collection     |
| 2009                                                                             | "Pattern of My Life"                             | —                | —                | —                | —                | —                | —                | —                | —                | —                | —                | The Annie Lennox Collection     |
| 2009                                                                             | "Full Steam" (med David Gray)                    | —                | —                | —                | —                | —                | —                | —                | —                | —                | —                | Draw the Line                   |
| 2010                                                                             | "Universal Child"                                | 88               | —                | —                | —                | —                | —                | —                | —                | —                | —                | A Christmas Cornucopia          |
| 2010                                                                             | "God Rest Ye Merry Gentlemen"                    | —                | —                | —                | —                | —                | —                | —                | —                | —                | —                | A Christmas Cornucopia          |
| "—" syftar på att singeln inte släpptes eller tog sig in på listan i det landet. |                                                  |                  |                  |                  |                  |                  |                  |                  |                  |                  |                  |                                 |